# Mannich-reactie
De Mannich-reactie is een condensatiereactie van een carbonylverbinding met een iminiumverbinding. Deze iminiumverbinding wordt in situ bereid uit reactie van ammoniak, een primair of secundair amine en formaldehyde. Het eindproduct is een β-amino-carbonylverbinding die ook bekendstaat als een Mannich-base.
De reactie werd vernoemd naar de Duitse scheikundige Carl Mannich. De Mannich-reactie is een voorbeeld van een nucleofiele additie van een amine aan een carbonylverbinding, gevolgd door een dehydratie tot een Schiff-base. De Schiff-base is een elektrofiel die in een tweede stap via een elektrofiele additie reageert met de carbonylverbinding (dat eerst tot een enol is omgezet). Naast carbonylverbindingen kunnen ook andere verbindingen met op de α-positie een zuur proton reageren: nitrilen, alkynen, alifatische nitroverbindingen, α-alkylpyridines en ook imines. Het is eveneens mogelijk om geactiveerde fenylgroepen en elektronenrijke heterocyclische verbindingen (furaan, pyrrool en thiofeen) te gebruiken.
De reactie gaat niet door met tertiaire amines, omdat er geen proton beschikbaar is. Een overeenkomstig imine kan dan ook niet gevormd worden.

## Reactiemechanisme
De reactie start met de vorming van de iminiumverbinding door een zuur-gekatalyseerde additie van het amine (of ammoniak) aan formaldehyde:
Het proces vereist dat de carbonylverbinding, die op de iminiumverbinding zal aanvallen, zich in de enolvorm bevindt, hetgeen ook een zuur-gekatalyseerde reactie is:
De laatste stap betreft de additie van het enol aan de iminiumverbinding:

## Toepassing
De Mannich-reactie wordt gebruikt bij de organische synthese van natuurlijk voorkomende stoffen, zoals peptiden, nucleotiden, antibiotica en alkaloïden (zoals tropinon). Verder wordt de reactie ingezet bij de synthese van landbouwchemicaliën (zoals plantengroeiregelaars), verf, polymeren, katalysatoren en crosslinkers.
De Mannich-reactie wordt ook in de farmaceutische industrie ingezet bij de bereiding van een aantal geneesmiddelen, waaronder rolitetracycline, fluoxetine, tramadol en tolmetine.